# Nowe gliny
Nowe gliny (ang. Rookie Blue, 2010–2015) – kanadyjski serial kryminalny nadawany przez stację Global Television Network od 24 czerwca 2010 roku do 29 lipca 2015 roku. W Polsce nadawany był od 13 września 2010 roku do 8 września 2015 roku  na kanale 13th Street Universal.

16 października 2015 roku stacja ABC zakończyła produkcję serialu po 6 sezonie.

## Opis fabuły
Ambitni absolwenci Akademii Policyjnej z Toronto, Andy McNally (Missy Peregrym), Dov Epstein (Gregory Smith), Chris Diaz (Travis Milne), Gail Peck (Charlotte Sullivan) i Traci Nash (Enuka Okuma), już pierwszego dnia pracy zostają rzuceni na głęboką wodę i na własnej skórze doświadczają, jak bardzo w ich zawodzie liczą się refleks, intuicja i zdecydowanie.

## Obsada

### Główni
- Missy Peregrym jako Andy McNally
- Gregory Smith jako Dov Epstein
- Charlotte Sullivan jako Gail Peck
- Enuka Okuma jako Traci Nash
- Travis Milne jako Chris Diaz
- Ben Bass jako Sam Swarek
- Lyriq Bent jako Frank Best
- Eric Johnson jako Luke Callaghan
- Matt Gordon jako Oliver Shaw
- Noam Jenkins jako Jerry Barber
- Melanie Nicholls-King jako Noelle Williams
- Peter Mooney jako Nick Collins
- Priscilla Faia jako Chloe Price
- Rachael Ancheril jako Marlo Cruz
- Aidan Devine jako sierżant Boyko

## Spis odcinków
| Sezon | Sezon | Odcinki | Oryginalna emisja | Oryginalna emisja | Oryginalna emisja   | Oryginalna emisja | Oryginalna emisja |
| Sezon | Sezon | Odcinki | Premiera sezonu   | Finał sezonu      | Premiera sezonu     | Finał sezonu      |                   |
| ----- | ----- | ------- | ----------------- | ----------------- | ------------------- | ----------------- | ----------------- |
|       | 1     | 13      | 24 czerwca 2010   | 9 września 2010   | 13 września 2010    | 30 listopada 2010 |                   |
|       | 2     | 13      | 23 czerwca 2011   | 8 września 2011   | 3 października 2011 | 26 grudnia 2011   |                   |
|       | 3     | 13      | 24 maja 2012      | 6 września 2012   | 2 października 2012 | 18 grudnia 2012   |                   |
|       | 4     | 13      | 23 maja 2013      | 12 września 2013  | 17 września 2013    | 10 grudnia 2013   |                   |
|       | 5     | 11      | 19 maja 2014      | 6 sierpnia 2014   | 2 września 2014     | 11 listopada 2014 |                   |
|       | 6     | 11      | 21 maja 2015      | 29 lipca 2015     | 30 czerwca 2015     | 8 września 2015   |                   |